# ジョージアにおけるサッカー
ジョージアにおけるサッカーでは、ジョージア（旧：グルジア）におけるサッカー事情について記述する。

## 概要
サッカーはジョージアで最も人気のスポーツである。ジョージアサッカー連盟（GFF）によって、男子代表チームと女子代表チームが構成されている。著名なサッカー選手には、カハ・カラーゼやフヴィチャ・クヴァラツヘリアなどがいる。
イギリスの商人が20世紀の初頭に、ジョージア西部の都市ポティで行っていたものが広まったのを国内のサッカーの起源としている。また、ジョージアはUEFA EURO 2020の開催地に立候補したものの、落選している。

## 国内リーグ
- ジョージアの国内リーグシステムは『ジョージア・プロフェッショナルサッカーリーグ』によって運営されている。

| Level | League(s)/Division(s)                     | League(s)/Division(s)                     | League(s)/Division(s)                     | League(s)/Division(s)                     | League(s)/Division(s)                     | League(s)/Division(s)                     |
| 1     | Umaglesi Liga 16クラブ                    | Umaglesi Liga 16クラブ                    | Umaglesi Liga 16クラブ                    | Umaglesi Liga 16クラブ                    | Umaglesi Liga 16クラブ                    | Umaglesi Liga 16クラブ                    |
|       | ↓↑ 2-3 clubs                              |                                           |                                           |                                           |                                           |                                           |
| 2     | Pirveli Liga 18クラブ                     | Pirveli Liga 18クラブ                     | Pirveli Liga 18クラブ                     | Pirveli Liga 18クラブ                     | Pirveli Liga 18クラブ                     | Pirveli Liga 18クラブ                     |
|       | ↓ 3 clubs                                 |                                           |                                           |                                           |                                           |                                           |
|       | ↑ 1 club                                  | ↑ 1 club                                  | ↑ 1 club                                  | ↑ 1 club                                  | ↑ 1 club                                  | ↑ 1 club                                  |
| 3     | Meore Liga ウェスト 8クラブ + 6予備チーム | Meore Liga ウェスト 8クラブ + 6予備チーム | Meore Ligaセンター 14クラブ + 1予備チーム | Meore Ligaセンター 14クラブ + 1予備チーム | Meore Ligaイースト 12クラブ + 2予備チーム | Meore Ligaイースト 12クラブ + 2予備チーム |